# Ilanda Wilds
Ilanda Wilds là khu bảo tồn thiên nhiên dọc theo sông Amanzimtoti ở thị trấn Amanzimtoti, KwaZulu-Natal, Nam Phi. Vùng đất với diện tích nhỏ này (20 ha [49 mẫu Anh]) lại là nơi có nhiều kiểu môi trường sống khác nhau, từ sườn núi đá dốc đến các môi trường sống ven sông, rừng và những vũng nhỏ của vùng đồng cỏ.

## Lịch sử
Một phần của Ilanda Wilds trước đây từng là một mỏ khai thác đá. Khi vùng khai thác bị bỏ hoang, Hội Động vật hoang dã trước đây của Nam Phi (nay là WESSA) quyết định sẽ cải tạo nơi này thành khu bảo tồn thiên nhiên để bảo vệ tính đa dạng của thực vật trong khu vực và quyết định này đã được công bố chính thức vào những năm 1960 (1965) sau khi có sự đồng ý giữa người dân địa phương (bao gồm Charles và Ann Swart), Hội Động vật hoang dã và Hội đồng địa phương của Amanzimtoti. Theo Colleen Gill:
"Mối lo ngại về việc sụt giảm nhanh chóng của thảm thực vật bản địa vào năm 1965 dẫn đến sự thành lập của Ủy ban bảo tồn động thực vật. Sau này đã được liên kết với Hội bảo vệ và bảo tồn động thực vật hoang dã (bây giờ  còn được gọi là Hiệp hội động vật hoang dã và môi trường của Nam Phi)."
Với sự giúp đỡ của "một số ít những người đam mê" và sự hỗ trợ của tiến sĩ T. C. Robertson, Hội đồng địa phương đã đồng ý cho bảo tồn khu vực Ilanda Wilds. Tháng 3 năm 1972, Stan Craven, chủ tịch sau này của Hội Động vật hoang dã địa phương, sắp xếp thành lập một ban chỉ đạo cho kế hoạch phát triển của Ilanda Wilds. Các tình nguyện viên đã giám sát công nhân địa phương loại bỏ các loài xâm lấn, làm những con đường mòn và đánh dấu những cây bản địa. Năm 1977 "qưyền quản lí Ilanda Wilds đã chuyển từ Hội Động vật hoang dã sang hội đồng thành phố". Vào đầu những năm 1990, một đài tưởng niệm được xây dựng để tưởng nhớ việc đặt tên cho Amanzimtoti của vua Shaka; ông đã dẫn quân đội của mình xuống bờ biển phía nam trong một cuộc đột kích chống lại Pondos vào năm 1828 và nghỉ ngơi trên bờ sông và uống nước, sau đó kêu lên "Kanti amanzi mtoti" (Tiếng Zulu: "Nước ngọt làm sao"). Việc đặt đài tưởng niệm ở Ilanda Wilds đã được quyết định bởi các thành viên hội đồng địa phương vì đây là một nơi thuận tiện bên cạnh dòng sông, mặc dù không ai biết địa điểm thực sự nơi Vua Shaka nghỉ ngơi và uống nước. Trong những năm cuối thập niên 1980 và đầu những năm 1990, Ilanda Wilds đã đạt đến đỉnh điểm phát triển với hệ thống cầu đường được bảo trì tốt cùng cơ sở vật chất vững chắc. Tuy nhiên, tình hình tội phạm ngày càng tăng ở Nam Phi trong những năm 1990 đã không khiến Ilanda Wilds không bị ảnh hưởng, và nạn trộm cắp các phương tiện cơ giới không được giám sát tại Ilanda Wilds đã trở nên phổ biến. Các cơ sở vật chất cũng liên tục bị phá hoại và nó bị phá hủy có chủ ý. Theo Keith Walters, người chịu trách nhiệm duy trì Ilanda Wilds:

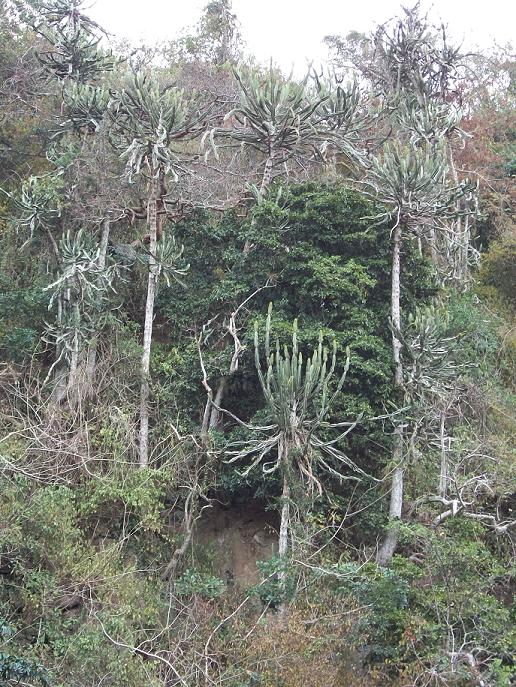
Euphorbia trên vách đá

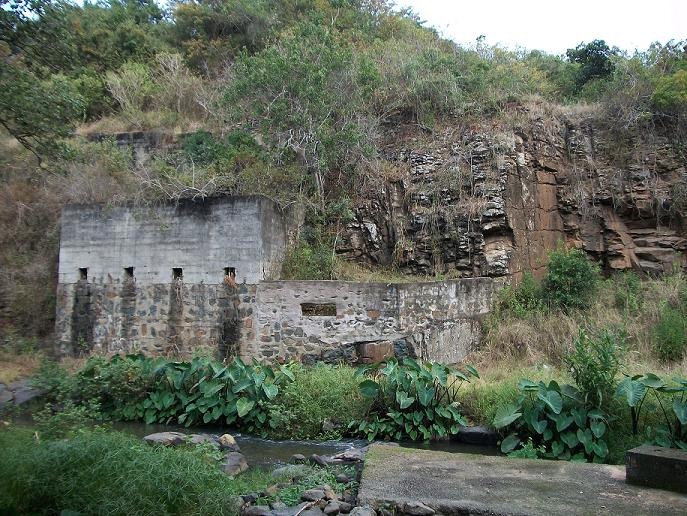
Một góc của nơi khai thác mỏ đá bị bỏ rơi

"Tôi sớm nhận ra rằng xã hội đã thay đổi và những người đáng kính không còn muốn đi lang thang và hứng thú với việc bảo tồn [do] mối đe dọa thực sự của các yếu tố tội phạm. Bất kỳ khoản tiền nào đã được chi cho việc sửa chữa cơ sở hạ tầng, ví dụ: cầu, hàng rào, biển báo hoặc biển báo đều trở nên lãng phí vì những thứ này đều sẽ bị đánh cắp hoặc bị phá hoại."
Và:
"Tôi cũng chỉ thị cho văn phòng du lịch không đề xuất khu vực này trong bất kỳ tài liệu quảng cáo nào do những phản ánh tiêu cực mà chúng tôi nhận được từ các lần đột nhập xe, hành vi không tốt của một bộ phận người dân, các vụ trộm cắp và cơ sở bảo tồn nghèo nàn."
Năm 2009 một ủy ban được thành lập bởi các thành viên của cộng đồng địa phương dưới sự chỉ dẫn của Jomo Sibisi. Ilanda Wilds được dự định để nâng cấp cho môi trường giáo dục của trẻ em, học sinh địa phương, và trở thành đường đi bộ phục vụ du lịch cho du khách nước ngoài đến Nam Phi nhân dịp World Cup 2010. Ông Sibisi khuyến khích hội đồng thành phố triển khai một kiểm lâm viên cho Ilanda Wilds. Một kiểm lâm viên tên Musa Mfeka đã được đưa đến Ilanda Wilds trong năm 2009 để ngăn chặn việc chăn thả gia súc, thu hoạch cây thuốc quý, đổ rác và rác thải trồng trọt và bảo vệ động vật hoang dã địa phương. Ông Sibisi cũng dự định xây dựng Làng Zulu trên vùng đồng bằng ngập nước xung quanh đài tưởng niệm của Vua Shaka đặt tên cho Sông Shanzimototi, nơi các vật phẩm Zulu truyền thống có thể được bán cho khách du lịch. Việc xây dựng ngôi làng được dự định để "tái hiện lại khu vực đã như thế nào những ngày trước", tuy nhiên người ta khuyên rằng việc xây dựng ngôi làng sẽ không vượt qua được bài kiểm tra đánh giá tác động môi trường (nếu nó được tiến hành), và cho rằng chưa bao giờ có một ngôi làng Zulu tại địa điểm này khi vua Shaka đi qua khu vực này. Ông Sibisi cũng bị cáo buộc đã giám sát việc cắt một cây không xác định bên dưới vách đá ở Ilanda Wilds, nơi một sân khấu bằng gỗ được xây dựng cho các dàn hợp xướng và nhà hát truyền thống biểu diễn ở trung tâm của Ilanda Wilds. Khu vực đậu xe cũ đã được mở rộng với đất và đống đổ nát trước đây, và một số cây bản địa được che phủ một phần, để tạo điều kiện cho một khu vực đậu xe đủ lớn để xe buýt trường học quay lại, một công ty địa phương cũng đã tặng một công viên để làm bảo tàng và cơ sở giáo dục môi trường. Không có kiểm tra đánh giá tác động môi trường nào được thực hiện liên quan đến những việc xây dựng này. Công viên sau đó bị phá hoại, và sangoma hay inyanga địa phương đã phá hoại nó nhằm trả thù cho việc muti bị giảm đi do việc đốn cây địa phương để sử dụng thuốc. Ý định khác của một số thành viên của ủy ban là phát triển một đường đua xe máy trong khu bảo tồn, một đường trượt thuyền bê tông, và một nhà hàng trên đỉnh vách đá. Một số hành động kiểm soát các thực vật ngoại lai được khuyến khích bởi ông Sibisi, nhưng trong quá trình thực hiện, một số mẫu thảm thực vật bản địa ở dạng lớn Dalbergia obovata đã bị nhầm lẫn với loài xâm lấn Pereskia aculeata và sau đó chúng bị cắt và diệt bằng thuốc độc, dẫn đến sự tăng trưởng nhanh chóng của loài Pereskia thật sự. Ủy ban sụp đổ vào cuối năm 2009 do thiếu sự hỗ trợ từ cộng đồng và thiếu sự hỗ trợ và đóng góp từ hội đồng thành phố. Kiểm lâm viên đã được điều động lại giữa năm 2010 đến Khu bảo tồn thiên nhiên Silverglen. Một đàn gia súc 29 con sau đó đã được thả tự do để gặm cỏ tại các vùng ngập lục, mặc dù các kháng cáo đã được gửi cho cảnh sát tàu điện ngầm, hội đồng thành phố và người chăn nuôi bò. Sangomas và Inyangas tự do thu thập muti trong khu vực và tiến hành các nghi lễ liên quan đến việc đặt muti trên sông, và giết mổ gà và dê trong khu bảo tồn để mùi hôi thối lan rộng từ xác của chúng đến những nơi xung quanh. Một inyanga tuyên bố:
"Bây giờ gã đàn ông (Jomo Sibisi) mua lại nơi này đã bỏ chạy - hội đồng thành phố nói rằng chúng tôi có thể làm gì chúng tôi muốn tại đây."
Kể từ đó, Ilanda Wilds không phải là Khu bảo tồn Thiên nhiên chính thức và (trong năm 2010) không nằm trong danh sách các khu bảo tồn thiên nhiên được tuyên bố bởi Hội đồng thành phố Ethekwini. Khu vực này sau đó được quy hoạch một phần thành "Vùng đất ven biển" và một phần trở thành "Không gian mở công cộng" của đô thị:
"Theo tôi biết, khu bảo tồn này không bao giờ được tuyên bố nằm trong Đạo luật khu vực được bảo vệ, mà chỉ là một khu bảo tồn của thành phố."
Năm 2010, một nhóm địa phương có tên Friends of Amanzimtoti Green Areas đã đảm nhận việc để mắt đến Ilanda Wilds và đua báo cáo về các vấn đề ở đó đồng thời khuyến khích hội đồng đô thị quản lí tốt hơn đến khu vực để bảo vệ tính đa dạng sinh học phong phú của nó, với ý định cho Ilanda Wilds được tuyên bố trở thành một khu bảo tồn thiên nhiên chính thức, và để nó trở thành trung tâm của sự bảo tồn.
Theo Sibusiso Mkhwanazi (Người quản lý tài nguyên và thiên nhiên tại Ethekwini):
"Chúng tôi sẽ có một cuộc họp vào đầu tháng 1 năm 2011 để thảo luận về các vấn đề quản lý cho Khu bảo tồn thiên nhiên Ilanda."

## Ngữ nguyên học
Cái tên Ilanda Wilds xuất phát từ chữ isiZulu có nghĩa là loài cò ma (iLanda) và từ "Wilds" trong tiếng Anh có nghĩa là "khu vực hoang dã". Nó đã được đề xuất từ chính tả chính xác nên được viết là eLanda Wilds có nghĩa "Nơi của cò ma; khu vực hoang dã". Cò ma được chọn làm đại diện vì những con chim thường này từng đậu với số lượng lớn trong các bụi lau sậy và cây dọc theo bờ sông.

## Ý nghĩa bảo tồn

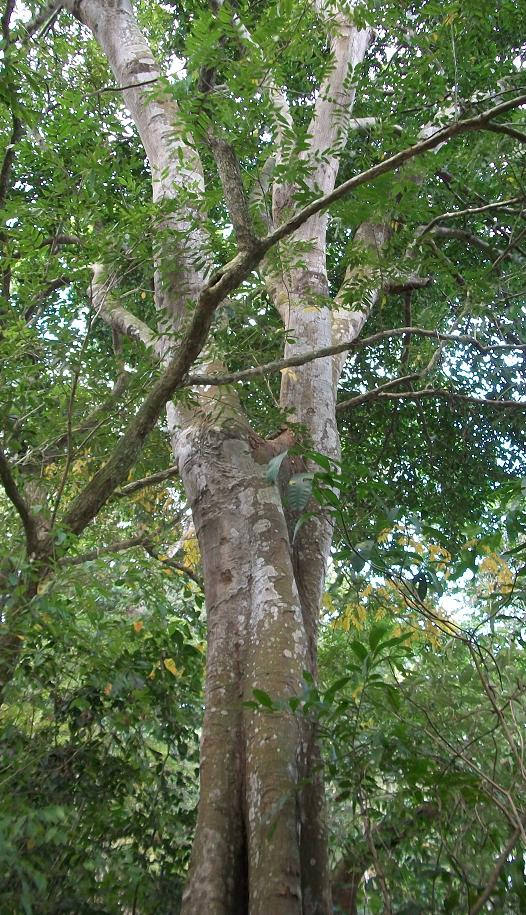
Cây Celtis mildbraedii cao lớn tại Ilanda Wilds

Ilanda Wilds đã được công nhận là "Một khu vực có ý nghĩa bảo tồn" bởi KZN Wildlife vào những năm 1990, và một giấy chứng nhận đã được ban hành trong về vấn đề này. Dù có diện tích nhỏ nhưng khu vực có hệ sinh thái đa dạng cùng nhiều môi trường sống khác nhau.
Ilanda Wilds là khu vực ở phía Nam-nơi có nhiều mẫu vật Natal stinkwood trắng (Celtis mildbraedii) tự nhiên nhất. Loài cây này không phổ biến và có thời điểm nó được xếp vào nhóm những loài cây hiếm nhất tại Nam Phi. Các cây tại Ilanda Wilds đã sống sót một cách kỳ diệu qua các hoạt động khai thác và là nguồn lớn mẫu vật đa dạng dự trữ được công bố, có thể hơn 100 năm tuổi. Ilanda Wilds có 120 loài cây và cây bụi, bao gồm cả hai loài Fluted Milkwood.
Khu bảo tồn là một nơi trú đông quan trọng cho loài (Zoothera guttata) có nguy cơ tuyệt chủng, đồng thời nơi đây cung cấp môi trường sống cho những con tắc kè lùn đầu đen (Bradypodion melanocephalum), là loài đặc hữu của vùng KwaZulu-Natal. Những con rái cá Cape cũng có mặt ở Ilanda Wilds.

## Động vật hoang dã
Các loài tại sông Amanzimtoti và Ilanda Wilds:

### Động vật có xương sống

#### Động vật có vú
Linh dương hoẵng lam (Cephalophus monticola bicolor), lợn lông rậm (Potamochoerus larvatus koiropotumus), rái cá không vuốt châu Phi (Aonyx capensis capensis), Genetta tigrina (Genetta tigrina), cầy mangut vằn (Mungos mungo taenianotus), cầy lỏn (Atilax paludinosus paludinosis), Cầy Ai Cập (Herpestes icheumon), nhím (Hystrix africaeaustralis), greater cane rat (Thryonomys swinderianus), khỉ vervet (Cercopithecus aethiops pygerythrus). Ngoài ra, còn có một số loài động vật có vú nhỏ hơn như dơi, động vật gặm nhấm và chuột chù.

#### Chim
Một số ít các loài được ghi lại:
Cốc lưỡi gà (Microcarbo africanus), cốc đế (Phalacrocorax carbo), diệc lưng lục (Butorides striatus), diệc đen (Egretta ardesiaca), diệc lửa (Ardea purpurea), diệc đầu đen (Ardea melanocephala), hạc cổ trắng (Ciconia episcopus), cò đầu búa (Scopus umbretta), mỏ thìa châu Phi (Platalea alba), ngỗng Ai Cập (Alopochen aegyptiacus), vịt đen châu Phi (Anas sparsa), vịt mỏ vàng (Anas undulata), gà nước đen (Amaurornis flavirostra), gà lôi nước châu Phi (Actophilornis africanus), đại bàng mào dài (Lophaetus occipitalis), đại bàng cá châu Phi (Haliaeetus vocifer), ưng ngỗng châu Phi (Accipiter tachiro), ó cá (Pandion haliaetus), Ưng diều hâu châu Phi (Polyboroides typus), bồ câu trống nhỏ (Turtur tympanistria), chim bồ câu đốm ngọc lục bảo (Turtur chalcospilos), trogon Narina (Apaloderma narina), turaco vảy tím (Tauraco porphyreolophus), bìm bịp trán trắng (Centropus superciliosus), cú đốm đại bàng (Bubo africanus), bói cá lớn (Megaceryle maxima), bói cá nhỏ (Ceryle rudis), bói cá đầu nâu (Halcyon albiventris), bói cá bé châu Phi (Ispidina picta), bồng chanh nửa cổ (Alcedo semitorquata), bồng chanh lục (Alcedo cristata), woodhoopoe mỏ đỏ (Phoeniculus purpureus), chim ưng có mào (Tockus alboterminatus), ưng trumpeter (Ceratogymna bucinator), vàng anh đầu đen (Oriolus larvatus), Hoét đốm đất (Zoothera guttata), cổ đỏ sao (Pogonocichla stellata), cổ đỏ hợp xướng (Cossypha dichroa), sáo sậu màu mận (Cinnyricinclus leucogaster), dòng dọc rừng (Ploceus bicolor), dòng dọc mỏ dày (Amblyospiza albifrons).

#### Bò sát
Rắn mamba lục miền đông (Dendroaspis angusticeps), rắn chấm bụi (Philothamnus semivariegatus), rắn nịt Sundevall (Elapsoidea sundevallii sundevallii), rắn nước nâu (Lycodonomorphus rufulus), kì đà Nile (Varanus niloticus niloticus), tắc kè vạc cổ (Chamaeleo dilepis), tắc kè hoa lùn đầu đen (Bradypodion melanocephalum).

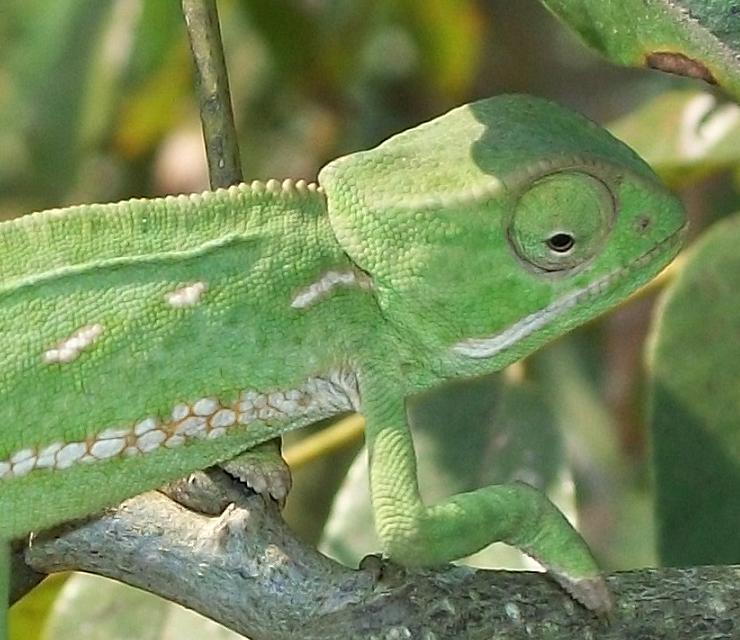
Chamaeleo dilepis tại Ilanda Wilds
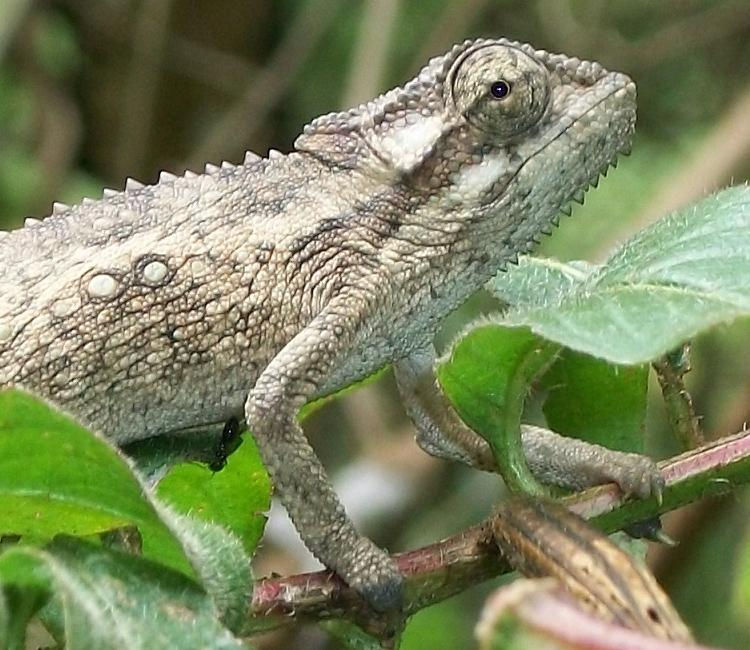
Bradypodion melanocephalum tại Ilanda Wilds
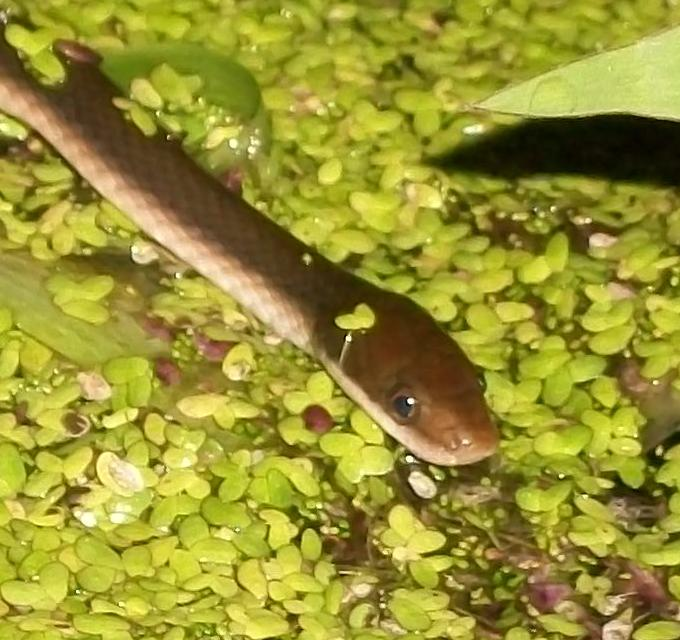
Lycodonomorphus rufulus tại Ilanda Wilds
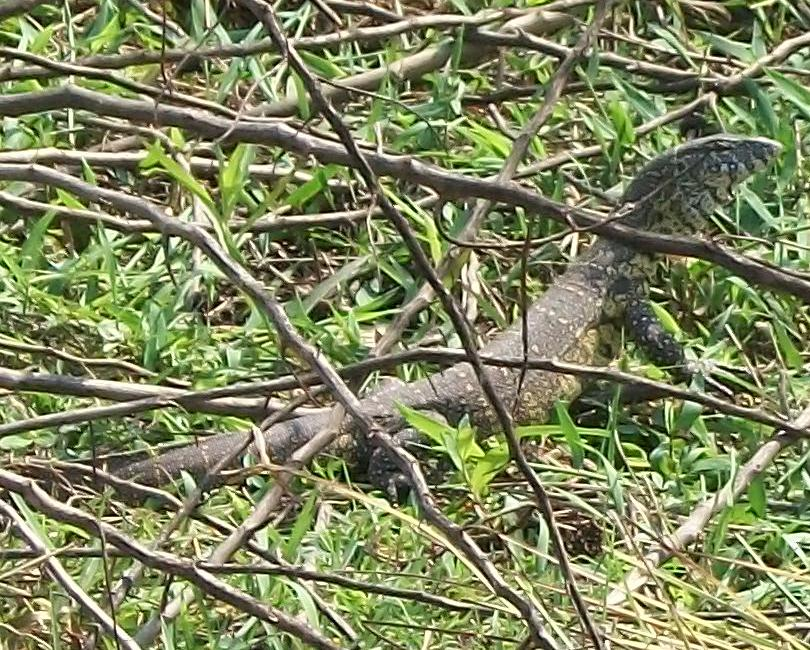
Varanus niloticus tại Ilanda Wilds

#### Ếch
Bush squeaker (Arthroleptis wahlbergi), cóc khàn (Bufo gutturalis), cóc trầm (Amietophrynus rangeri), ếch lớn hơn gấp lá (Afrixalus fornasini), ếch sơn lưỡi (Hyperolius marmoratus), ếch lưỡi nước (Hyperolius pusillus), ếch argus reed (Hyperolius argus), ếch cây rừng (Leptopelis natalensis), ếch có vuốt châu Phi (Xenopus laevis), ếch nước có vuốt châu Phi (Amietia angolensis), ếch cỏ mũi nhọn (Ptychadena oxyrhynchus), ếch suối sọc (Strongylopus fasciatus), ếch ngáy (Phrynobatrachus natalensis).

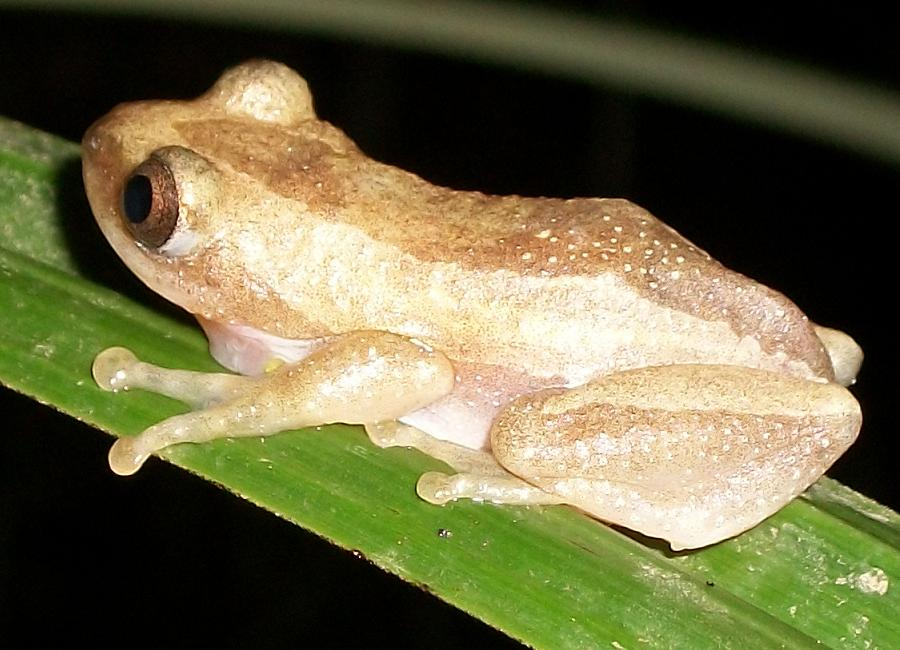
Afrixalus fornasini at Ilanda Wilds
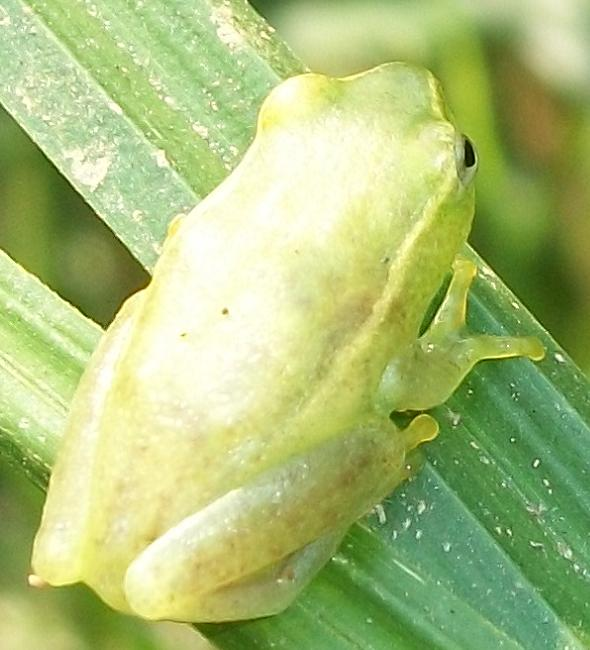
Hyperolius pusillus at Ilanda Wilds
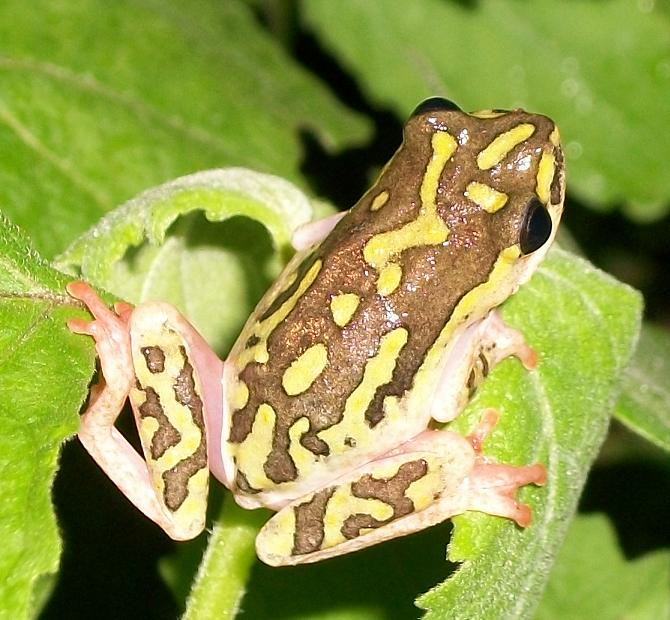
Hyperolius marmoratus at Ilanda Wilds

#### Cá
Cá bống đào hang (Croilia mossambica), cá bống sông (Glossogobius callidus), cá bống nướt ngọt (Awaous aeneofuscus), cá bóng đen vàng (Hypseleotris dayi), cá bống đen lớn (Eleotris melanosoma), cá bống đen sẫm (Eleotris fusca), Cape moony (Monodactylus falciformis), Cá chim dơi bạc (Monodactylus argenteus), cá đối lớn (Liza macrolepis), cá đối nướt ngọt (Myxus capensis), cá trích tròn cửa sông (Gilchristella aestuaria), cá thủy tinh (Ambassis sp.), cá rô phi đen (Oreochromis mossambicus), cá rô phi dẹp (Tilapia sparrmanii), southern mouthbrooder (Pseudocrenilabrus philander), cá trê phi (Clarias gariepinus), bowstripe barb (Enteromius viviparus), cá chình nước ngọt (Anguilla mossambica).

### Động vật không xương sống

#### Bướm
Một cuộc điều tra bướm đang được tiến hành tại Ilanda Wilds (2010). Một số loài trong các hình dưới đây cho đến nay được ghi nhận đã nhìn thấy:
- Sarangesa motozi
- Telchinia encedon
- Netrobalane canopus

#### Giáp xác
Cua sông Natal, cua và tôm được tìm thấy ở Ilanda Wilds.